# آرتور استنلی ادینگتون
آرتور استنلی ادینگتون (زاده ۲۸ دسامبر ۱۸۸۲ – درگذشته ۲۲ دسامبر ۱۹۴۴) اخترفیزیکدان انگلیسی و استاد پلومی دانشگاه کمبریج در نیمهٔ نخست سده ۲۰ (میلادی) بود. توان درخشش ادینگتون یعنی اندازهٔ طبیعی درخشش ستارگان به افتخار این دانشمند، بنام او نامگذاری شده‌است.
او سهم زیادی در اثبات نظریه نسبیت و شناساندن انیشتین به جهانیان داشت.
او بیشتر بخاطر کارهایش در مورد نظریه نسبیت شناخته شده‌است. ادینگتون نوشتارها و سخنرانی‌های بسیاری دارد که نظریهٔ نسبیت عام آلبرت اینشتین را با مقاله‌ها و گفتارهای علمی خود به جامعهٔ انگلیسی‌زبان معرفی می‌کنند و دربارهٔ روشن‌سازی آن‌ها توضیح می‌دهند. ادینگتون همچنین در فیزیک، ریاضی، و به ویژه فلسفهٔ علوم چیره‌دست و یک مبلغ علم و دانش بود. در جنگ جهانی اول بسیاری از رشته‌های ارتباط علمی و تحولات تازهٔ علوم در آلمان را که در آن زمان در انگلستان به خوبی شناخته شده نبودند معرفی کرد.

## اختلاف با چاندراسخار
او با نظریه‌های سوبرامانیان چاندراسخار؛ که در آن زمان یکی از شاگردان او در دانشگاه کمبریج بود، در مورد محاسباتی که بالاخره به اثبات وجود سیاهچاله‌ها انجامید مخالف بود و کارهای او را به گونهٔ سخت گیرانه‌ای رد کرد. ادینگتون نمی‌توانست بپذیرد که تنها مشتق‌های ریاضی سبب عواقبی برای دنیای واقعی باشند. بعدها چاندراسخار این رفتار را بی‌رحمانه، دگماتیک، و نژادپرستانه خواند. او زیاد شناخته نشد. چون از یک سو باقی عمرش را روی دین خود (مسیحی کوئیکر) کار کرد و پژوهش‌هایی در این زمینه انجام داد و از سوی دیگر علاقه‌ای به مشهورشدن نداشت.

## اثبات نظریه نسبیت
در هنگامه جنگ جهانی اول، دشمنی بین امپراتوری آلمان و امپراتوری بریتانیا در بالاترین اندازه خود بود. اما ادینگتون و انیشتین هردو باور داشتند که علم باید ورای جنگ باشد. همکاری آنها باعث شد نظریه نسبیت از سنگرهای جنگ فراتر برود و اینشتین یکی از شاخته‌شده‌ترین مردان جهان شود.
در جریان خورشیدگرفتگی کامل ۲۹ مه ۱۹۱۹، ادینگتون دو گردش علمی بزرگ یکی به برزیل و یکی به هدایت خودش به جزیره پرینسیپ در آفریقای غربی براه انداخت و کوشید که از این رویداد برای پیشبرد علم، بهره ببرد. او مقاله‌های علمی زیادی پیش و پس از این رویداد در بارهٔ آن منتشر کرد. او با مقایسه نگاره‌هایی که از دو نقطه زمین از این خورشیدگرفتگی گرفته شده بودند و محاسبه، توانست نظریه نسبیت را اثبات کند.

## نگارخانه

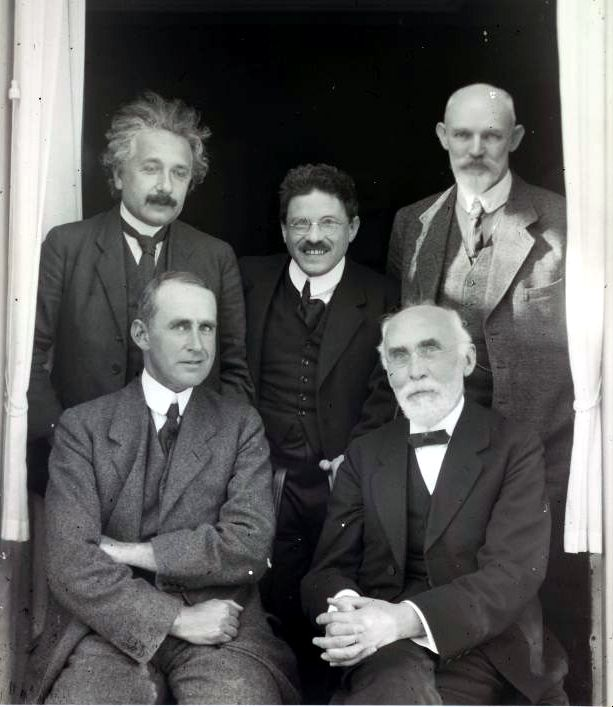
آلبرت انیشتین، پائول ارنفست، ویلم دو سیتر، استنلی ادینگتون، هندریک لورنتز در لیندن هلند ۲۶ سپتامبر ۱۹۲۳
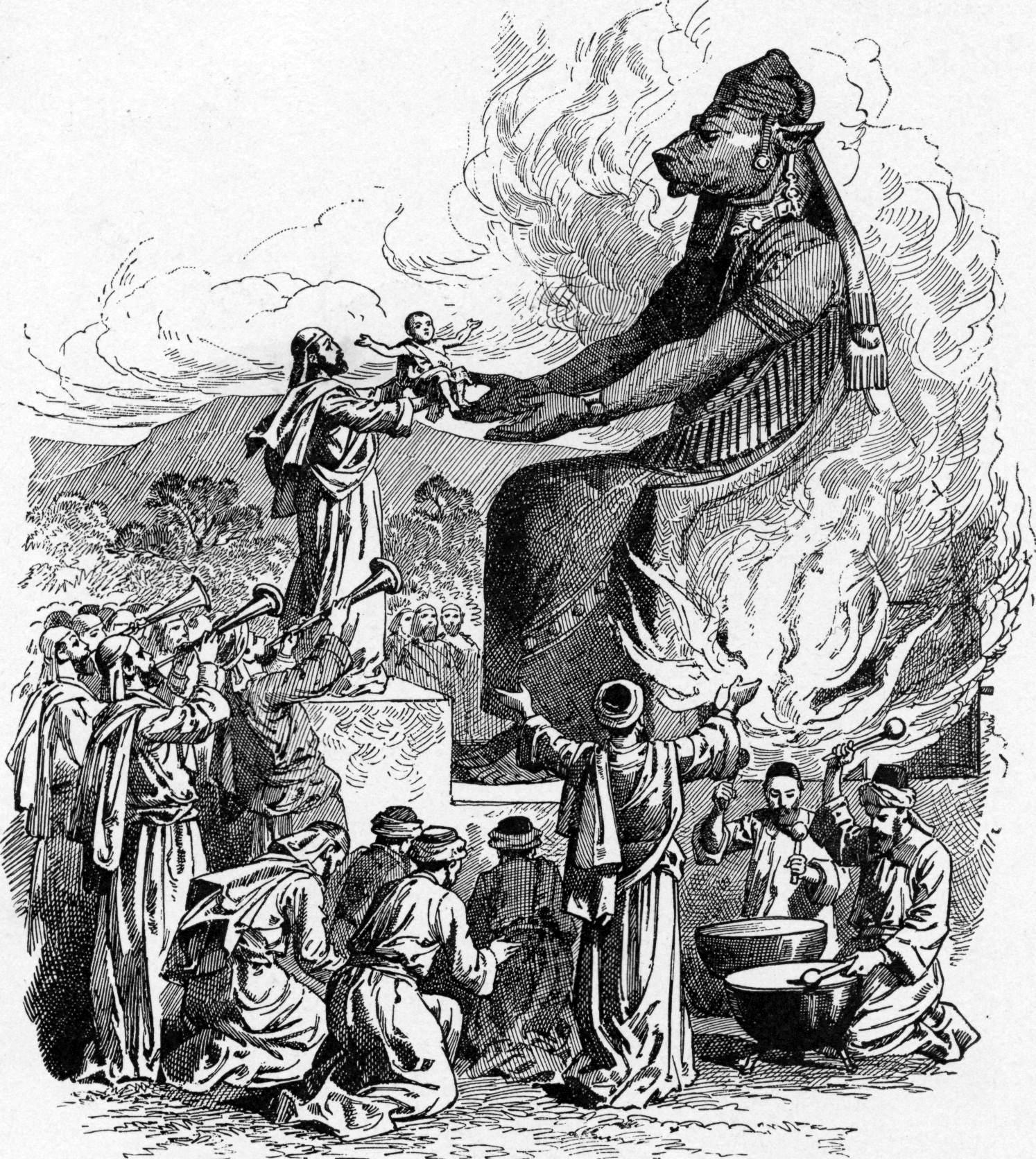
ادینگتون؛ خود استاد پلومی؛ صاحب جایگاه اخترشاسی و فلسفه تجربی، مانند مولوی: پای استدلالیان را چوبین و پای چوبین را سخت بی‌تمکین می‌دانست. دستاویزِ درگیری و درستیزیِ او با شاگردش چاندراسکار را، می‌توان بازتاب این باورِ استاد دانست.
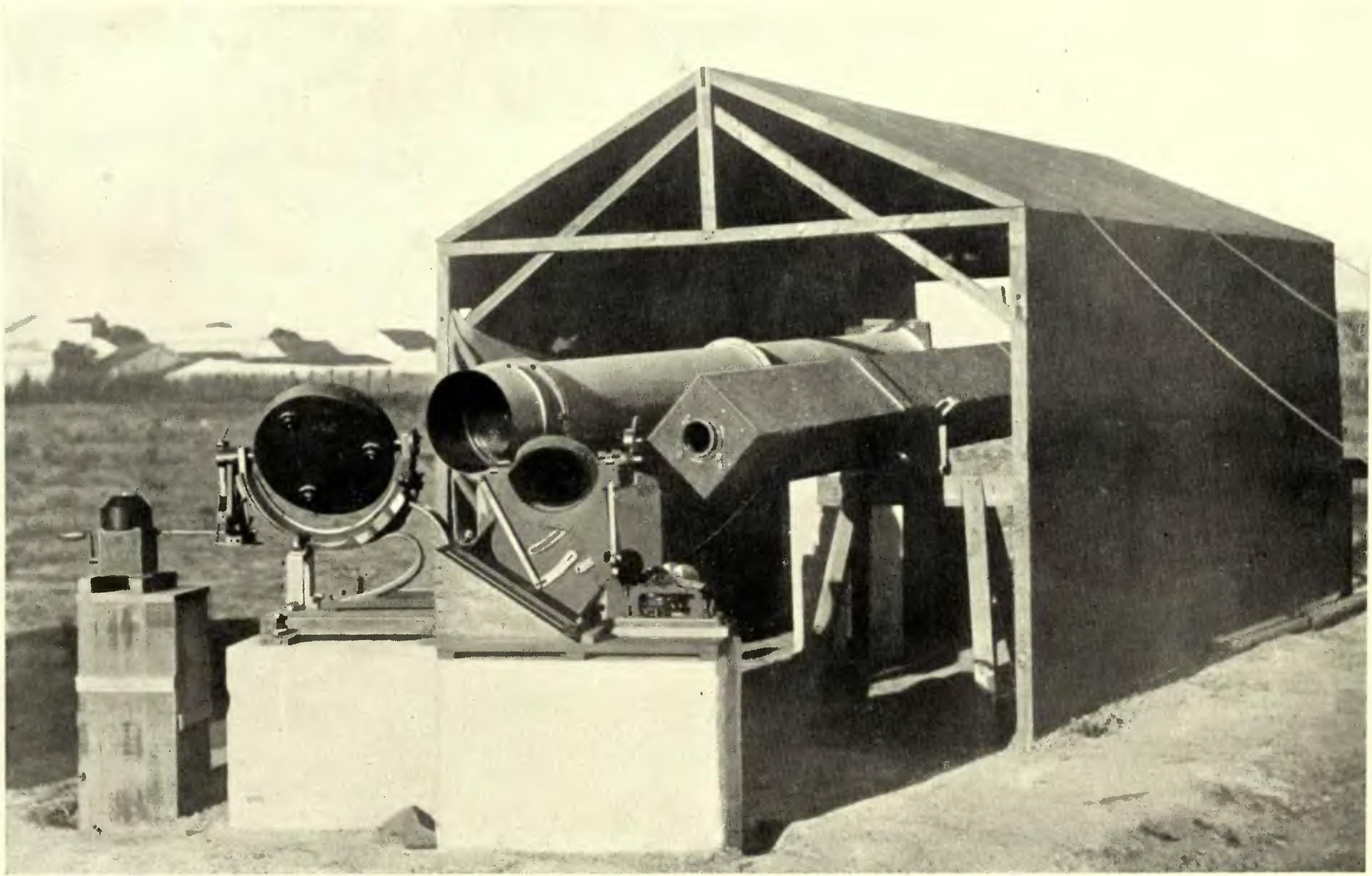
در خورشیدگرفتگی کامل ۲۹ مه ۱۹۱۹ ادینگتون برای تأیید تئوری نسبیت انیشتن کارابزارِ خود را از قبل آماده کرده بود. سبرال ۱۹۱۹
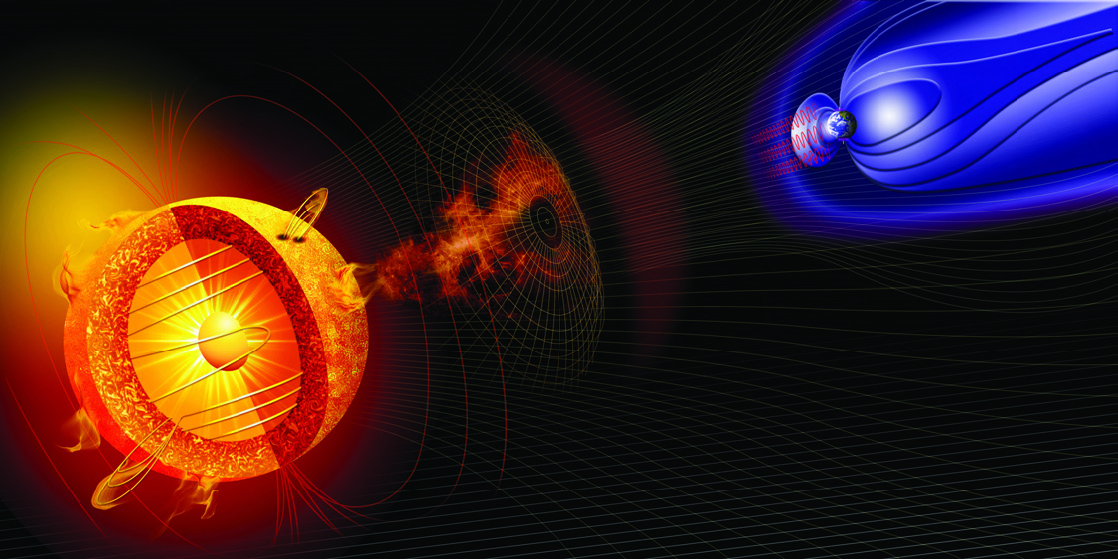
این دور از انتظار نیست که امیدوار باشیم؛ در آینده‌ای نه چندان دور، درک ستارگان برایمان به آسانی شناختمان از هر چیز دیگر باشد. آرتور ادینگتون
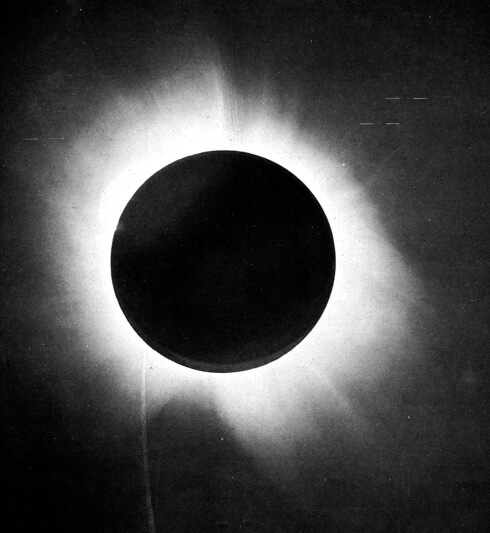
خورشید گرفتگی ۲۹ مه ۱۹۱۹ یکی از نگاره‌هائی که ادینگتون برای تأیید تئوری نسبیت انیشتن به نوشته‌هایش ضمیمه کرده است. او در اینجا کوشیده که انحنای نور را در اثر نیروی کشندی خورشید نشان دهد.